# عبدالرحمان الشمری
عبدالرحمان الشمری (انگلیسی: Abdul Rahman Al Shammari؛ زادهٔ ۱۳ فوریهٔ ۱۹۹۳) بازیکن فوتبال اهل کویت است.
از باشگاه‌هایی که در آن بازی کرده‌است می‌توان به باشگاه ورزشی النصر کویت اشاره کرد.
وی همچنین در تیم ملی فوتبال کویت بازی کرده‌است.